# ضاد بيلة حمض اليوريك
ضادات بيلة حمض اليوريك (بالإنجليزية: Antiuricosurics)‏ هي الأدوية التي لها تأثير يرفع من تركيز حمض اليوريك في الدم بينما تخفض طرحه في البول.
تشمل هذا الأدوية:
- مدرات البول
- بيرازونوات
- بيرازيناميد
- إيثامبوتول
- أسبيرين

ديكلوفيناك هو مضاد التهاب لاستيرويدي له تأثير ضاد لبيلة حمض اليوريك قد يكون مسؤولا بشكل جزئي عن تأثيره السمي في النسور.
بيرازيناميد غير مرخص الاستخدام إلا في علاج السل. ولكونه ضاد قوي لبيلة حمض اليوريك فإنه يستخدم استخداما بدون تصريح في تشخيص أسباب الطرح غير الطبيعي لحمض اليوريك، بيرازيناميد يعمل على SLC22A12.
إن ضادات بيلة حمض اليوريك أدوية مفيدة في علاج نقص حمض يوريك الدم وفرط بيلة حمض اليوريك، لكنها ممنوعة الاستخدام عند الأشخاص الذين يعانون من فرط حمض يوريك الدم والنقرس.